# 阿方斯·德·拉马丁

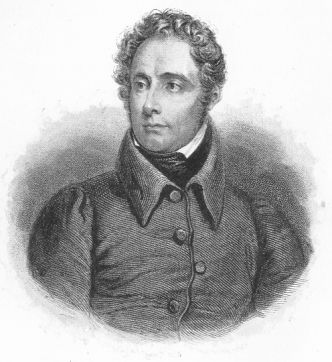
拉马丁

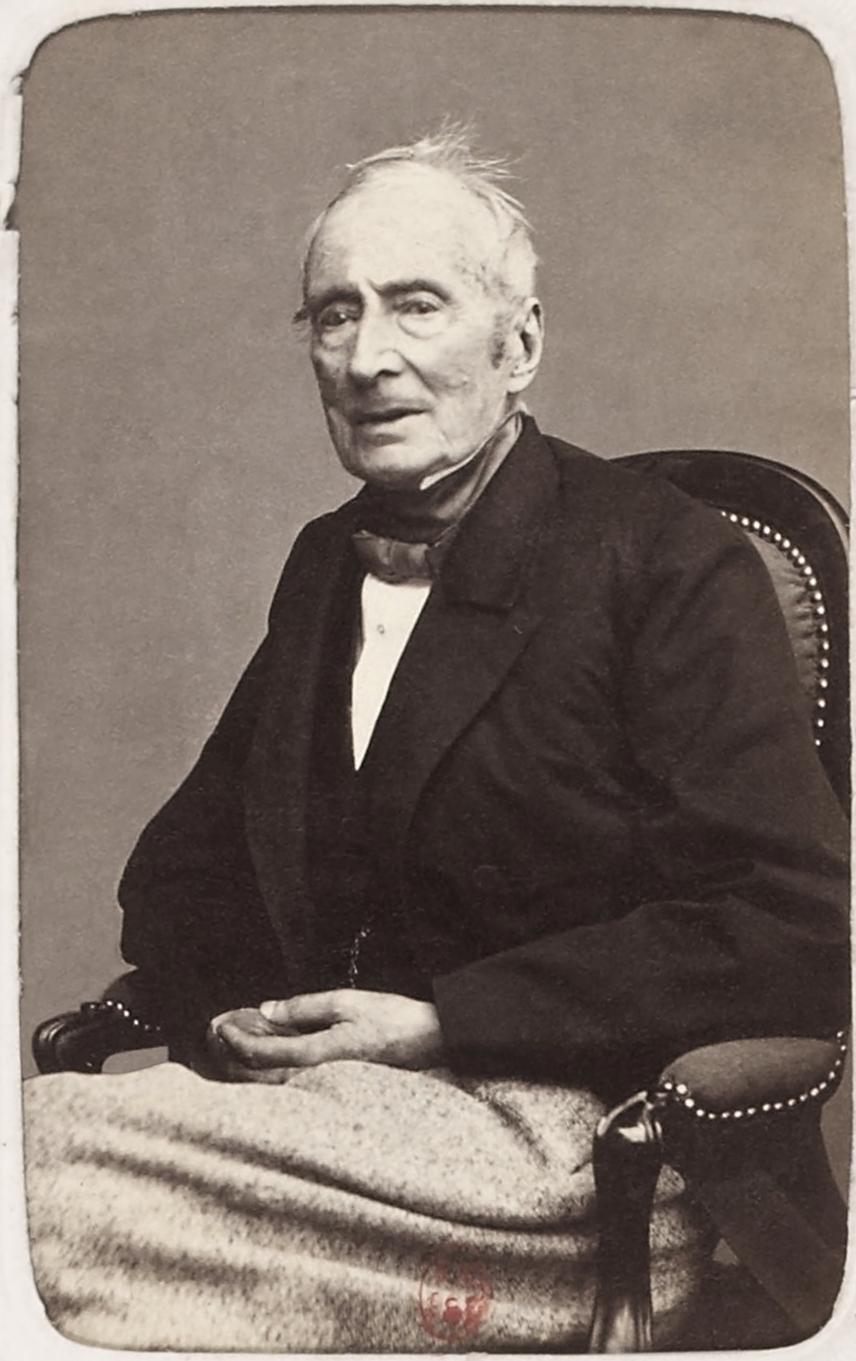
Alphonse de Lamartine, ca.1865

阿方斯·马里·路易·德·普拉·德·拉马丁（法語：Alphonse Marie Louise Prat de Lamartine，法語發音：[alfɔ̃s maʁi lwi də pʁa də lamaʁtin]；1790年10月21日—1869年2月28日）生於勃艮地马孔。法国著名浪漫主義诗人，作家和政治家。
他以半自傳式詩歌《湖》著名。詩中以死了的丈夫的視點去追憶和妻子的一段熱烈的愛情。
拉馬丁是法國詩歌形式的大師。他是法國裏少數同時身為政治家的作家之一。

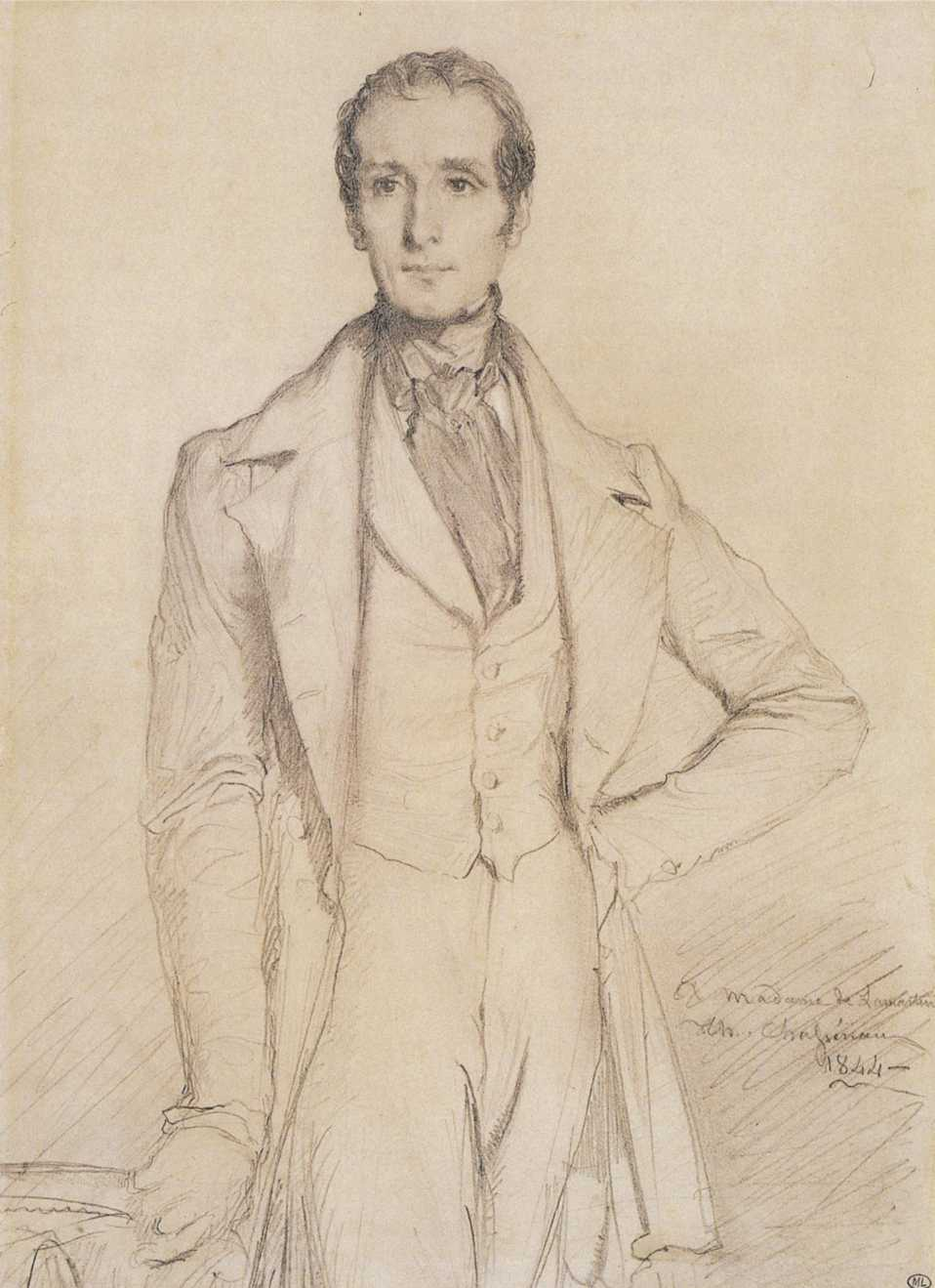
Alphonse de Lamartine by Théodore Chassériau

拉马丁的小说《格拉齐耶拉》（Graziella），出版于1852年，描写讲述一位年轻的法国男子在前往意大利那不勒斯王国的旅行中，爱上了普罗奇达一位渔民的孙女格拉齐耶拉的故事。